# На брзим коњима
На брзим коњима (енгл. On Swift Horses) америчка је љубавна драма из 2025. Режију потписује Данијел Минахан, по сценарију Брајса Каса. Темељи се на истоименом роману из 2019. који је написала Шенон Пуфал. Глумачку поставу предводе Дејзи Едгар Џоунс, Џејкоб Елорди, Вил Полтер , Дијего Калва и Саша Кале.
Премијера је приказана 7. септембра 2024. на Међународном филмском фестивалу у Торонту. Добио је позитивне рецензије критичара, који су посебно похвалили ЛГБТ+ тематику.

## Радња
Мјуријел и њен супруг Ли започињу нови живот у Калифорнији након његовог повратка из Корејског рата, који се преокренуо доласком Лијевог харизматичног млађег брата, Џулијуса. Ли жели да њих троје заједно изграде нови живот у Сан Дијегу, али Џулијус одлучује да уместо тога отпутује у Лас Вегас, где проналази посао у казину и упознаје Хенрија.
Џулијус и Хенри се заљубљују и њих двојица започињу тајну љубавну везу, укључујући заједнички живот у мотелској соби. У међувремену, Мјуријел започиње свој тајни живот у Калифорнији, коцкајући се на тркачке коње и откривајући љубав за коју никада није мислила да је могућа након што је упознала комшиницу Сандру.

## Улоге
| Глумац            | Улога    |
| ----------------- | -------- |
| Дејзи Едгар Џоунс | Мјуријел |
| Џејкоб Елорди     | Џулијус  |
| Вил Полтер        | Ли       |
| Дијего Калва      | Хенри    |
| Саша Кале         | Сандра   |
| Кет Канинг        | Гејл     |
| Дон Двејзи        | Теренс   |